# Пинаев, Анатолий Алексеевич
Анатолий Алексеевич Пинаев (укр. Анатолій Олексійович Пінаєв; род. 15 октября 1937, Свердловск, РСФСР, СССР) — советский и украинский учёный-правовед, специалист в области уголовного права. Доктор юридических наук (1984), профессор (1986). С 1987 по 1997 год был ректором Института повышения квалификации Генеральной прокуратуры Украины/СССР, также работал на должности профессора в Харьковском юридическом институте, Харьковском государственном педагогическом университете имени Г. С. Сковороды и Национальном горном университете «Днепровская политехника».

## Биография
Анатолий Пинаев родился 15 октября 1937 года в Свердловске. В 1960 году поступил в Харьковский юридический институт, который окончил спустя четыре года. Во время обучения в вузе — в 1963 (по другим данным в 1964) году работал старшим следователем в Ялтинской городской прокуратуре.
В 1966 году поступил в аспирантуру родного вуза, которую окончил спустя два (по другим данным — три) года. В 1969 году Пинаев под научным руководством доцента Л. Н. Сугачева и с официальными оппонентами профессором В. А. Владимировым и доцентом Б. В. Здравомысловым защитил диссертацию на соискание учёной степени кандидата юридических наук по теме «Ответственность за хищение государственного и общественного имущества путём мошенничества». После защиты диссертации продолжил работать в Харьковском юридическом институте, где последовательно занимал должности преподавателя, старшего преподавателя, доцента и профессора.
В 1984 году в Киевском государственном университете имени Т. Г. Шевченко защитил диссертацию на соискание учёной степени доктора юридических наук по теме «Проблемы дальнейшего совершенствования советского уголовного законодательства об ответственности за хищения». Его официальными оппонентами были профессора В. А. Владимиров, И. Н. Даньшин и Г. А. Кригер. Соответствующая учёная степень была ему присвоена в том же году, а спустя два года — учёное звание профессора.
В 1987 году возглавил Институт повышения квалификации Генеральной прокуратуры СССР (с 1992 года — Украины). В 1991 году получил классный чин государственный советник юстиции 3-го класса. Институт повышения квалификации Генпрокуратуры Украины возглавлял до 1997 года. Затем некоторое время занимал должность старшего помощника Генерального прокурора Украины. В том же 1997 году был принят на должность профессора и заведующего кафедрой уголовно-правовых дисциплин Института экономики и права при Харьковском государственном университете имени Г. С. Сковороды. В период с 2002 по 2017 год был профессором на кафедре уголовного права и криминологии в Национальном горном университете Украины «Днепровская политехника».
В 2007 году был удостоен Серебренной медали Национального горного университета Украины «Днепровская политехника».